# Nicolás de Bari
Nicolás de Bari (Patara, Turquía, 15 de marzo de 270-Mira, Turquía, 6 de diciembre de 343), también conocido como san Nicolás de Mira o san Nicolás de Bari (en occidente, por el lugar donde fueron trasladados sus restos), fue un obispo que vivió en el siglo III d. C.. Más de dos mil iglesias están dedicadas a él en todo el mundo. 
Debido a los numerosos milagros atribuidos a su intercesión, también se le conoce como Nicolás el Milagroso (Νικόλαος ὁ Θαυματουργός, “Nikólaos ho Thaumaturgós”). San Nicolás es el  patrón de marineros, comerciantes, arqueros, ladrones arrepentidos, niños, cerveceros, prestamistas, solteros y estudiantes en varias ciudades y países de toda Europa. Su reputación evolucionó entre los piadosos, como era habitual en los primeros santos cristianos, y su legendario hábito de hacer regalos en secreto dio origen al modelo tradicional de Santa Claus ("San Nicolás") a través de Sinterklaas.
Poco se sabe del San Nicolás histórico. Los primeros relatos de su vida se escribieron siglos después de su muerte y probablemente contienen elaboraciones legendarias. Se dice que nació de padres cristianos acomodados.
En uno de los incidentes más antiguos y famosos de su vida, se dice que rescató a tres niñas de ser  obligadas a prostituirse dejando caer un saco de monedas de oro por la ventana de su casa cada noche durante tres noches para que su padre pudiera pagar una dote por cada una de ellas. Otras historias tempranas cuentan que calmó una tormenta en el mar, salvó a tres soldados inocentes de una ejecución injusta y taló un árbol poseído por un demonio. Se dice que en su juventud peregrinó al Egipto y a la Palestina. Poco después de su regreso, fue nombrado obispo de  Mira. Más tarde fue encarcelado durante la persecución de Diocleciano, pero fue liberado tras la ascensión de Constantino. 
Una lista antigua lo cita como uno de los asistentes al Primer Concilio de Nicea en 325, pero nunca es mencionado en ningún escrito de personas que estuvieran en el concilio. Leyendas tardías, sin fundamento, afirman que fue expulsado temporalmente y encarcelado durante el concilio por abofetear al hereje Arrio. Otra famosa leyenda tardía cuenta cómo resucitó a tres niños que habían sido asesinados y escabechados en salmuera por un carnicero que planeaba venderlos como carne de cerdo durante una hambruna.
Menos de 200 años después de la muerte de Nicolás, se construyó en Myra la Iglesia de San Nicolás bajo las órdenes de Teodosio II sobre el emplazamiento de la iglesia en la que había servido como obispo, y sus restos fueron trasladados a un sarcófago en esa iglesia. 
En 1087, mientras los habitantes cristianos griegos de la región eran subyugados por los recién llegados turcos selyúcidas musulmanes, y poco después su iglesia era declarada en esquismo por la Iglesia católica, un grupo de mercaderes de la ciudad italiana de Bari sacaron sin autorización los principales huesos del esqueleto de Nicolás de su sarcófago en la iglesia y los llevaron a su ciudad natal, donde ahora están consagrados en la  basílica de San Nicolás. Los fragmentos óseos restantes del sarcófago fueron extraídos posteriormente por marineros venecianos y llevados a Venecia durante la Primera Cruzada.

## Biografía
Se sabe muy poco sobre la vida histórica de San Nicolás. Los escritos del propio Nicolás se han perdido y ningún cronista contemporáneo lo menciona. Esto no es sorprendente, ya que Nicolás vivió durante una época turbulenta de la historia romana. Además, todos los registros escritos se guardaban en papiro o pergamino, que eran menos duraderos que el papel moderno, y los textos debían volver a copiarse periódicamente a mano en material nuevo para poder conservarse. Las primeras menciones de San Nicolás indican que, en el siglo VI, su culto ya estaba bien establecido. Menos de doscientos años después de la probable muerte de San Nicolás, el emperador romano de Oriente Teodosio II (gobernó entre 401 y 450) ordenó la construcción de la Iglesia de San Nicolás en Mira, que conserva así una mención temprana de su nombre. El historiador bizantino  Procopio también menciona que el emperador Justiniano I (gobernó 527-565) renovó iglesias en Constantinopla dedicadas a San Nicolás y San Prisco, que pueden haber sido construidas originalmente ya c. 490.
Nació en Patara, en la región de Licia (actualmente dentro del territorio de Turquía) en una familia adinerada y desde niño se destacó por su carácter piadoso y generoso. Sus padres, fervorosos cristianos, lo educaron en la fe. Después de la muerte de sus padres, Nicolás heredó una gran fortuna que puso al servicio de los necesitados, según la hagiografía escrita por San Metodio, arzobispo de Constantinopla.
Al morir sus padres, repartió toda su fortuna entre los pobres y se fue a vivir a Mira (Anatolia, actual Turquía), donde sería consagrado obispo de una forma muy curiosa. Dice la leyenda que varios sacerdotes y obispos se encontraban discutiendo sobre quién sería el futuro obispo, pues el anterior había fallecido. Al no ponerse de acuerdo, se decidió que fuera el próximo sacerdote que entrase en el templo, que casualmente fue Nicolás de Bari.
Según una leyenda medieval, ordenó demoler el templo de Artemisa en Mira (el templo más grande y famoso de Licia), así como otros varios edificios paganos, al creer que estaban infestados de demonios.
Por un decreto del emperador Licinio contra los cristianos fue encarcelado y su barba quemada, siendo liberado por el emperador Constantino.
Participó en el Concilio de Nicea, condenando las doctrinas de Arrio, quien se negaba a admitir el dogma de la divinidad de Cristo.

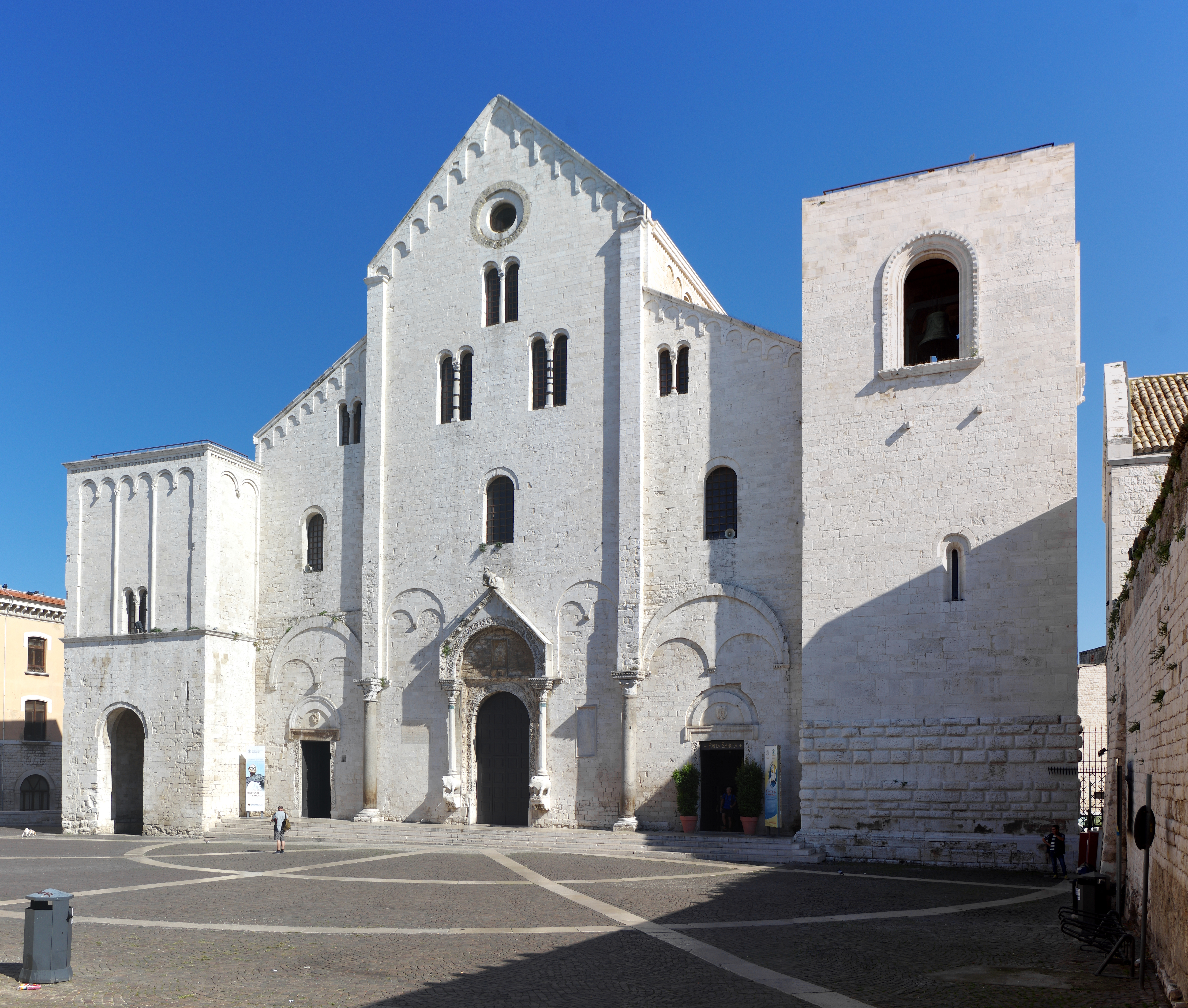
Basílica de San Nicolás en Bari, Italia.

San Nicolás de Bari murió el 6 de diciembre del año 343 en Mira, pero sus restos descansan en la ciudad portuaria italiana de Bari, pues allí fueron a dar después de que fueran sacados de Turquía tras la conquista musulmana. Tras su muerte se convirtió en el primer santo no mártir en gozar de una especial devoción en Oriente y Occidente. Multitud de relatos milagrosos aparecieron sobre él, desfigurando, a veces, su eminente carácter práctico y sencillo.

## Nombre
El nombre de Nicolás también aparece como "Nicolás de Mira de Licia" en la décima línea de una lista de asistentes al Concilio de Nicea incluida por Teodoro el lector en el Historiae Ecclesiasticae Tripartitae Epitome, escrito en algún momento entre 510 y 515. Una sola mención casual de Nicolás de Mira también aparece en la biografía de otro santo, San Nicolás de Sion, quien aparentemente tomó el nombre de "Nicolás" para honrarlo. La Vida de San Nicolás de Sión, escrita alrededor de 250 años después de la muerte de Nicolás de Mira, menciona brevemente a Nicolás de Sion visitando la tumba de Nicolás para rendirle homenaje. Según Jeremy Seal, el hecho de que Nicolás tuviera una tumba que pudiera visitarse sirve como la prueba definitiva casi solitaria de que fue una figura histórica real.

## Vida y leyendas

### Familia y antecedentes
Los relatos sobre la vida de San Nicolás coinciden en la esencia de su historia, pero los historiadores modernos no se ponen de acuerdo sobre cuánto de esta historia está realmente arraigada en hechos históricos. Tradicionalmente, Nicolás nació en la ciudad de Patara (Lycia et Pamphylia), un puerto en el Mar Mediterráneo, en Asia Menor en el Imperio Romano, en una familia rica de griegos cristianos. Según algunos relatos, sus padres se llamaban Epifanio (Ἐπιφάνιος, Epiphánios) y Johanna (Ἰωάννα, Iōánna), pero, según otros, se llamaban Teófanes (Θεοφάνης, Theophánēs) y Nonna (Νόννα, Nónna). En algunos relatos, el tío de Nicolás era el obispo de la ciudad de Mira, también en Licia. Reconociendo la vocación de su sobrino, el tío de Nicolás lo ordenó sacerdote.

### Generosidad y viajes

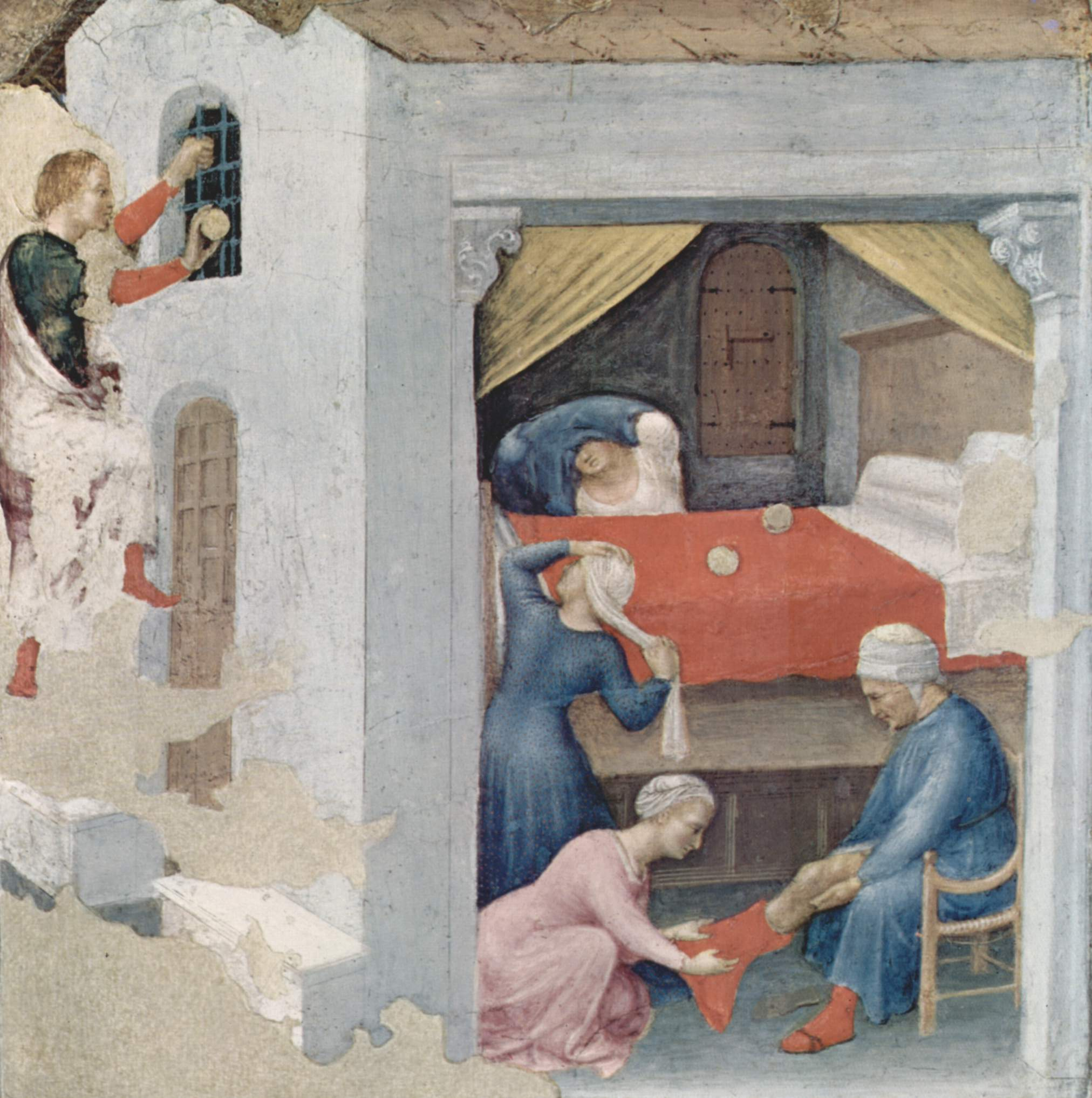
La dote de las tres vírgenes (Gentile da Fabriano, c. 1425, Pinacoteca Vaticana, Roma).

Tras la muerte de sus padres, se dice que Nicolás distribuyó sus riquezas entre los pobres. En su hazaña más famosa, que se atestigua por primera vez en la Vida de San Nicolás de Miguel el Archimandrita, Nicolás oyó hablar de un hombre devoto que una vez había sido rico, pero que había perdido todo su dinero debido a las "conspiraciones y envidias de Satanás". El hombre no podía permitirse dotaciones adecuadas para sus tres hijas. Esto significaba que se quedarían solteras y probablemente, a falta de otro empleo posible, se verían obligadas a prostituirse. Al enterarse de la difícil situación de las muchachas, Nicolás decidió ayudarlas, pero, siendo demasiado modesto para ayudar a la familia en público (o para ahorrarles la humillación de aceptar la caridad), fue a la casa al amparo de la noche y arrojó un monedero lleno de monedas de oro por la ventana que daba a la casa. El padre inmediatamente arregló un matrimonio para su primera hija, y después de su boda, Nicolás arrojó una segunda bolsa de oro por la misma ventana a altas horas de la noche.
Según el relato de Miguel el Archimandrita, después de que la segunda hija se casara, el padre permaneció despierto durante al menos dos "noches" y sorprendió a San Nicolás en el mismo acto de caridad hacia la tercera hija. El padre cayó de rodillas, dándole las gracias, y Nicolás le ordenó que no hablara a nadie de los regalos. La escena de la entrega secreta de regalos por parte de Nicolás es una de las más populares del arte devocional cristiano, y aparece en iconos y frescos de toda Europa. Aunque las representaciones varían según la época y el lugar, Nicolás suele aparecer con una capucha, mientras que las hijas suelen aparecer en la cama, vestidas con su ropa de dormir. Muchas representaciones contienen un ciprés o una cúpula en forma de cruz.
Se discute la historicidad de este incidente. Adam C. English aboga por un núcleo histórico de la leyenda, señalando la temprana atestación de la historia, así como el hecho de que no se contaron historias similares sobre otros santos cristianos. Jona Lendering, que también defiende la autenticidad de la historia, señala que se cuenta una historia similar en la Vida de Apolonio de Tiana de Filóstrato, en la que Apolonio da dinero a un padre empobrecido, pero sostiene que el relato de Miguel el Archimandrita es muy diferente. Filóstrato no menciona el destino de las hijas y, en su relato, la generosidad de Apolonio está motivada únicamente por la simpatía hacia el padre; en el relato de Miguel el Archimandrita, sin embargo, se afirma expresamente que San Nicolás está motivado por el deseo de salvar a las hijas de ser vendidas como prostitutas. Sostiene que este deseo de ayudar a las mujeres es más característico del cristianismo del siglo IV, debido al destacado papel que desempeñaron las mujeres en el movimiento cristiano primitivo, que del paganismo grecorromano o del cristianismo de la época de Miguel el Archimandrita, en el siglo IX, momento en el que la posición de la mujer había empeorado drásticamente.
En otra historia, se cuenta que Nicolás visitó Tierra Santa. El barco en el que viajaba estuvo a punto de ser destruido por una terrible tormenta, pero él reprendió a las olas, haciendo que la tormenta amainara. Así, Nicolás pasó a ser venerado como patrón de marineros y viajeros.

### Obispo de Mira
Tras visitar Tierra Santa, Nicolás regresó a Myra. El obispo de Myra, que había sucedido al tío de Nicolás, había muerto recientemente y los sacerdotes de la ciudad habían decidido que el primer sacerdote que entrara en la iglesia esa mañana sería nombrado obispo. Nicolás fue a la iglesia a rezar y por ello fue proclamado nuevo obispo. Se dice que fue encarcelado y torturado durante la Gran Persecución bajo el emperador Diocleciano (gobernó 284-305), pero fue liberado bajo las órdenes del emperador Constantino el Grande (gobernó 306-337). Esta historia suena plausible, pero no está atestiguada en las fuentes más antiguas y por lo tanto es poco probable que sea histórica.
Uno de los primeros relatos atestiguados sobre San Nicolás es uno en el que salva a tres hombres inocentes de la ejecución. Según Miguel el Archimandrita, tres hombres inocentes fueron condenados a muerte por el gobernador Eustaquio. Cuando estaban a punto de ser ejecutados, apareció Nicolás, empujó al suelo la espada del verdugo, los liberó de sus cadenas y reprendió airadamente a un miembro del jurado que había aceptado un soborno. Según Jona Lendering, esta historia es directamente paralela a otra anterior de la Vida de Apolonio de Tiana de Filóstrato, en la que Apolonio impide la ejecución de un hombre condenado falsamente por bandidaje. Miguel el Archimandrita también cuenta otra historia en la que el cónsul Ablabius aceptó un soborno para condenar a muerte a tres famosos generales, a pesar de su inocencia real. San Nicolás se apareció a Constantino y Ablabio en sueños, informando a Constantino de la verdad y asustando a Ablabio para que liberara a los generales, por miedo al Infierno.
Versiones posteriores de la historia son más elaboradas, entrelazando las dos historias. Según una versión, el emperador Constantino envió a tres de sus generales de mayor confianza, llamados Ursos, Nepotianos y Herpylion, para sofocar una rebelión en Frigia. Sin embargo, una tormenta les obligó a refugiarse en Myra. Sin que lo supieran los generales, que se encontraban en el puerto, sus soldados, más al interior, luchaban con los comerciantes locales y se dedicaban al pillaje y la destrucción. Nicolás se enfrentó a los generales por permitir que sus soldados se comportaran mal y éstos pusieron fin a los saqueos. Inmediatamente después de que los soldados regresaran a sus barcos, Nicolás se enteró de que tres hombres inocentes estaban a punto de ser ejecutados y los tres generales le ayudaron a detener la ejecución. Eustaquio intentó huir en su caballo, pero Nicolás lo detuvo y lo reprendió por su corrupción. Eustaquio, bajo la amenaza de ser denunciado directamente al emperador, se arrepintió de sus corruptelas. Posteriormente, los generales lograron poner fin a la rebelión y fueron ascendidos por Constantino a un estatus aún más alto. Sin embargo, los enemigos de los generales los calumniaron ante el cónsul Ablabio, diciéndole que en realidad no habían sofocado la revuelta, sino que habían animado a sus propios soldados a unirse a ella. Los enemigos de los generales también sobornaron a Ablabio y éste mandó encarcelar a los tres generales. Nicolás apareció entonces en sueños y los tres generales fueron liberados.

### Concilio de Nicea

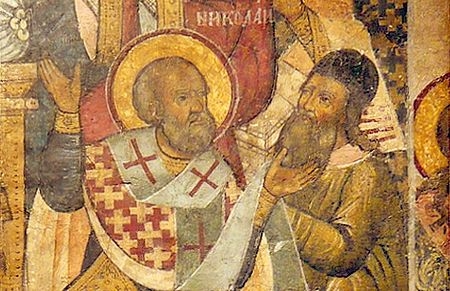
Detalle de un fresco medieval de una iglesia griega que muestra a San Nicolás abofeteando a Arrio en el Primer Concilio de Nicea, un famoso incidente cuya historicidad es discutida.

En 325, Nicolás habría asistido al Primer Concilio de Nicea, donde se dice que fue un firme opositor del arrianismo y un devoto partidario del trinitarismo, y uno de los obispos que firmaron el Credo Niceno. La asistencia de Nicolás al Concilio de Nicea queda atestiguada tempranamente por la lista de asistentes de Teodoro el Lector, que lo registra como el 151.er asistente. Sin embargo, llamativamente nunca es mencionado por Atanasio de Alejandría, el principal defensor del trinitarismo en el concilio, que conocía a todos los obispos notables de la época, ni es mencionado por el historiador  Eusebio, que también estuvo presente en el concilio. Adam C. English señala que las listas de los asistentes a Nicea varían considerablemente, con listas más cortas que sólo incluyen unos 200 nombres, pero listas más largas que incluyen alrededor de 300. El nombre de San Nicolás sólo aparece en las listas más largas, no en las más cortas. El nombre de Nicolás aparece en un total de tres listas tempranas, una de las cuales, Teodoro el lector, se considera generalmente la más exacta. Según Jona Lendering, existen dos posibilidades principales:
1. Nicolás no asistió al Concilio de Nicea, pero alguien en una fecha temprana estaba desconcertado de que su nombre no estaba en la lista y así lo añadió a la lista.[14] Muchos eruditos tienden a favorecer esta explicación.[2][25]
2. Nicolás sí asistió al Concilio de Nicea, pero, en una fecha temprana, alguien decidió eliminar su nombre de la lista, aparentemente decidiendo que era mejor que nadie recordara que había estado allí.[14]

Una leyenda posterior, atestiguada por primera vez en el siglo XIV, más de mil años después de la muerte de Nicolás, sostiene que, durante el Concilio de Nicea, Nicolás perdió los estribos y abofeteó a "cierto arriano". A causa de esto, Constantino revocó la mitra y el  palio de Nicolás. Steven D. Greydanus [¿quién?] concluye que, debido a la tardía atestación del relato, "no tiene valor histórico". Jona Lendering, sin embargo, defiende la veracidad y la historicidad del incidente, argumentando que, ya que era embarazoso y refleja mal la reputación de Nicolás, es inexplicable por qué los hagiógrafos posteriores lo habrían inventado. Las versiones posteriores de la leyenda la embellecen, convirtiendo al hereje Arrio en el propio  y haciendo que Nicolás le diera un puñetazo en lugar de simplemente abofetearle con la mano abierta. En estas versiones de la historia, Nicolás también es encarcelado, pero Cristo y la Virgen María se le aparecen en su celda. Él les dice que está encarcelado "por amarte" y ellos lo liberan de sus cadenas y le devuelven sus vestiduras. La escena de Nicolás abofeteando a Arrio se celebra en los iconos ortodoxos orientales. y los episodios de San Nicolás en Nicea se muestran en una serie de pinturas de la década de 1660 en la Basílica de San Nicolás en Bari.

## Milagros
Son muchos los milagros que se le atribuyen. Uno de los de mayor repercusión es el que cuenta que, siendo aún joven, se compadeció de un desquiciado hidalgo de la localidad de Patara, en la Licia, que habiendo caído en la más absoluta miseria se había visto obligado a prostituir a sus tres hijas (según el relato, hermosas y honestas). Para remediarlo, el santo de Bari echó tres zapatos —según otras versiones bolsos— llenos de oro, en otras tantas noches por la ventana del cuarto «donde dormía aquel padre desnaturalizado, con lo que proveyó el remedio oportuno». En otra versión, que haría historia, dejó caer por la chimenea unas monedas de oro que milagrosamente cayeron en unas medias de lana que las jóvenes habían dejado secando, y de aquí se supone la tradición de colgar las medias tejidas que sirven para recibir regalos en Navidad. Así también, en ocasiones se representa al obispo de Mira con tres monedas de oro en las manos en sus representaciones más reconocidas: su opereta y la leyenda del papa noel.

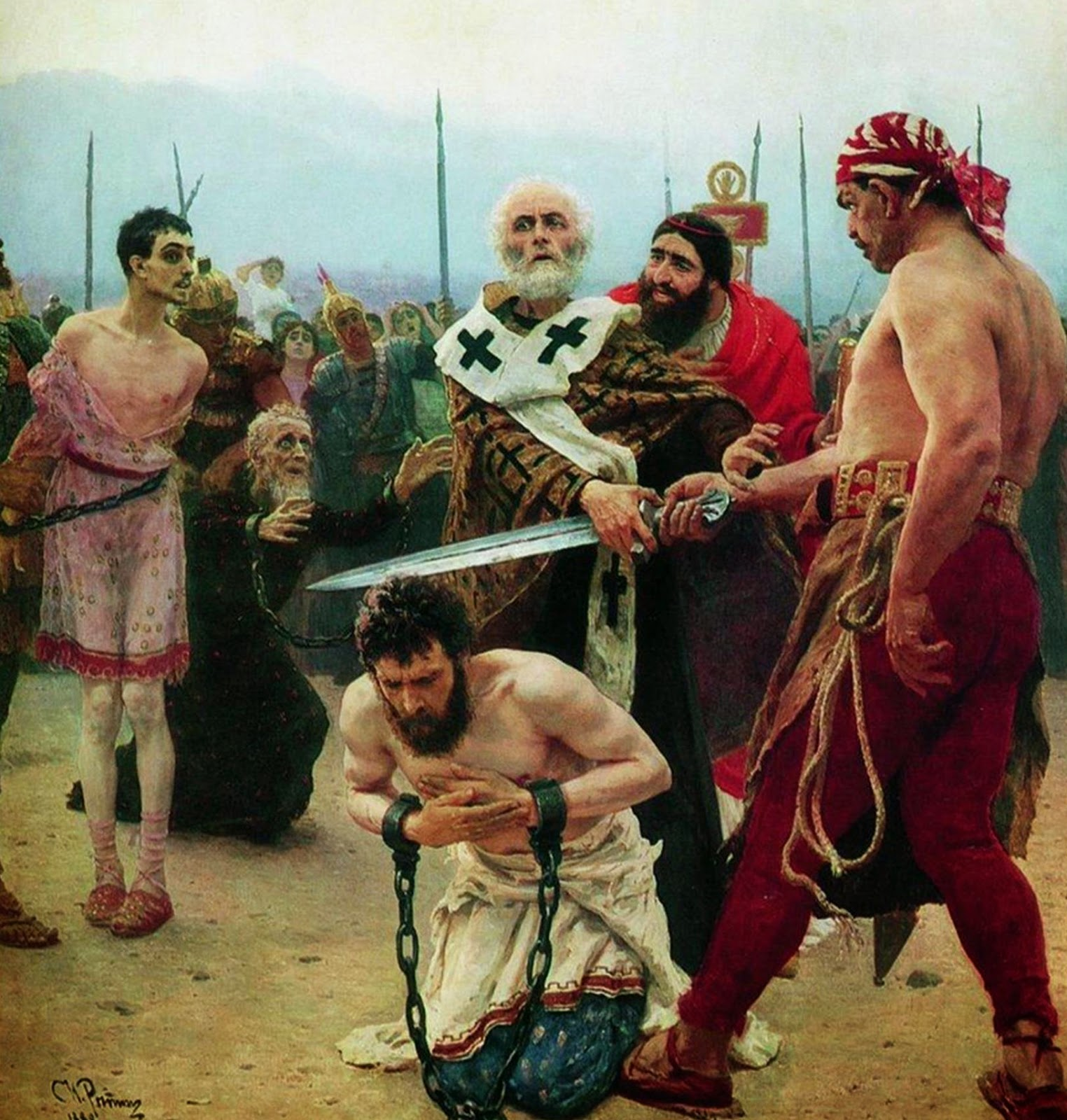
San Nicolás de Bari salva a tres inocentes. Cuadro de Iliá Repin (1889).

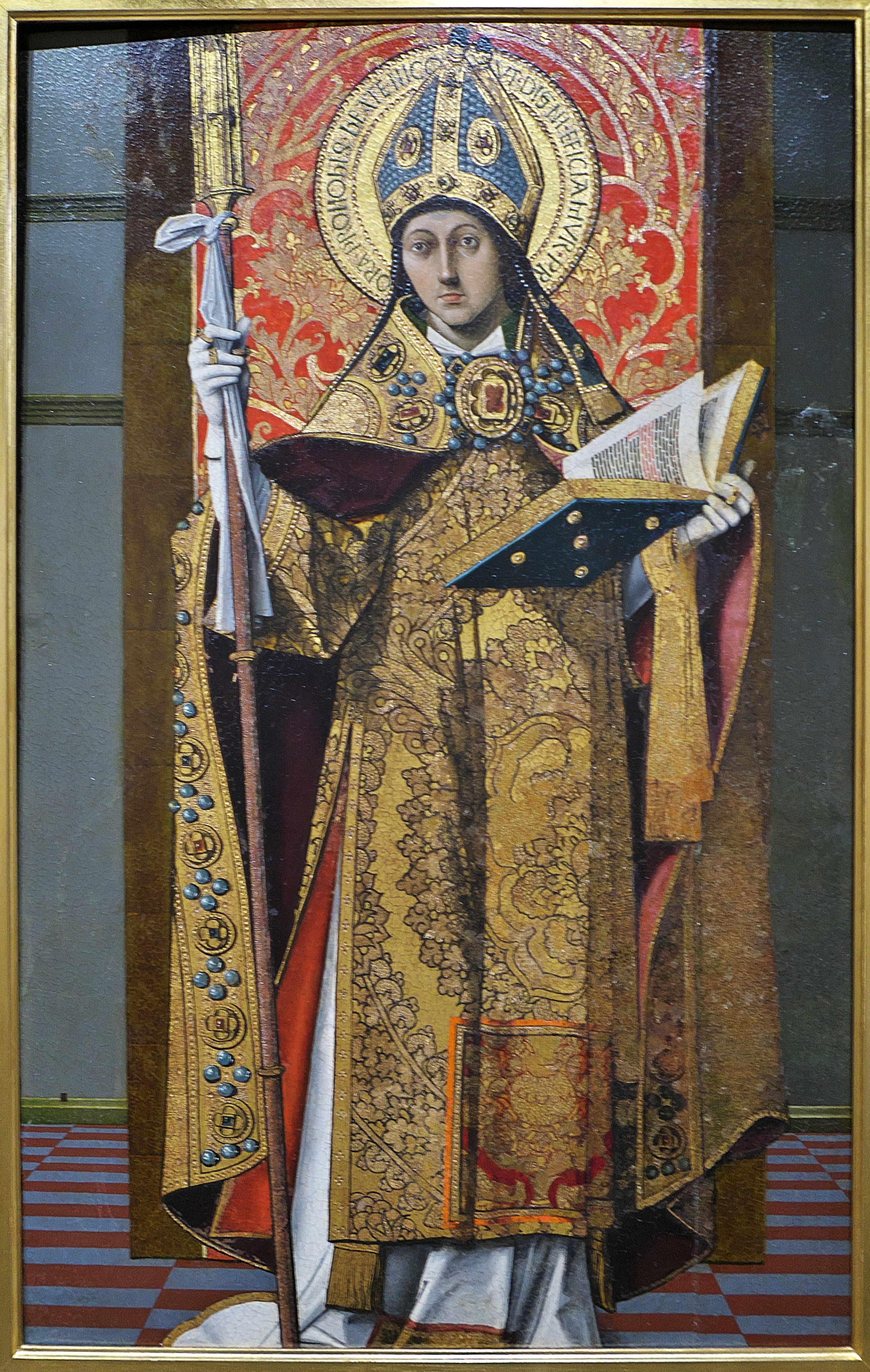
San Nicolás de Bari, Pedro de Córdoba

Pellicer, en su Tratado histórico, informa que era habitual en la corte de Felipe II de España la puesta en escena el 6 de diciembre, día de San Nicolás de Bari, de la llamada Fiesta del zapato, con la eventual participación de alguna dama de Palacio.
Otro milagro conocido es el de haber resucitado por su intercesión a tres niños que habían caído de un árbol y muerto al instante. También se le atribuye el milagro de los tres niños sacrificados para dar de comer a los clientes de un hostelero, siendo devueltos a la vida por intercesión del santo. Motivo por el cual se le representa con tres niños a su lado, en una cubeta.
Se cuenta que cierta vez salvó la vida de tres generales condenados a muerte injustamente. También se cuenta que en otra ocasión, hallándose un grupo de marineros en medio de una tempestad y habiendo invocado la protección de San Nicolás, vieron aparecer la figura del santo sobre el barco y al momento la tempestad se calmó.
Uno de los supuestos milagros más recientes, ocurrido durante la Segunda Guerra Mundial, cuenta cómo en un bombardeo a la ciudad de Bari una madre se separó de su niño en medio de la confusión, apareciendo este horas después a la puerta de la casa sano y salvo. El niño contó cómo un hombre que describió como San Nicolás lo ayudó, lo protegió y lo llevó de regreso a su casa.

## Reliquias

### Gemile

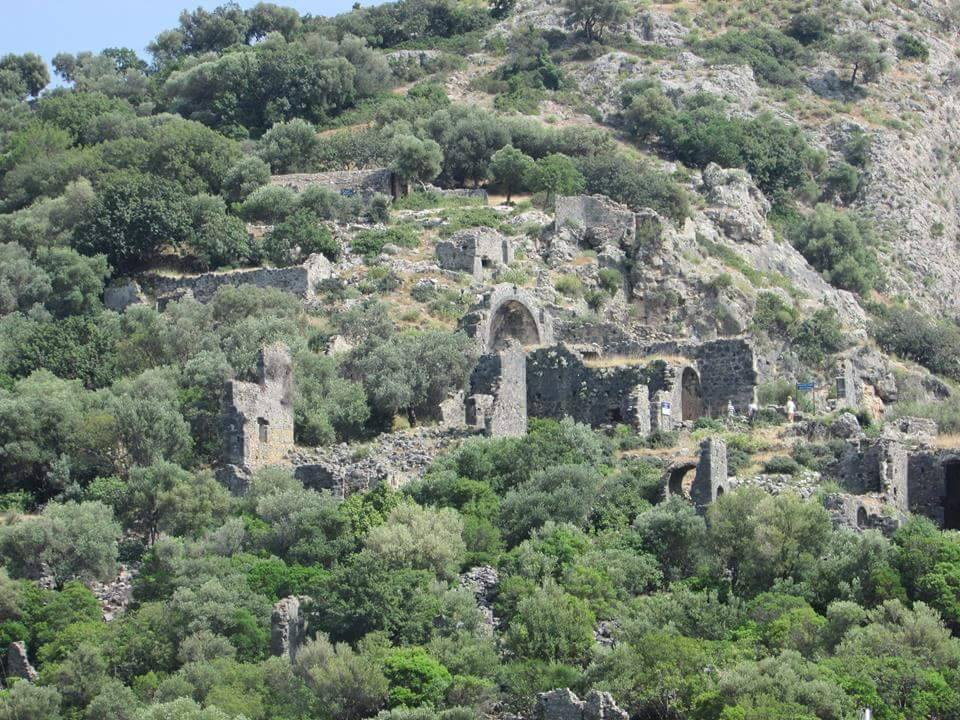
Ruinas de la iglesia del siglo IV en la Isla Gemiler, donde algunos eruditos creen que San Nicolás fue enterrado originalmente

Durante mucho tiempo se ha supuesto que San Nicolás fue enterrado en su ciudad natal de Myra, donde se sabe que se conservaron sus reliquias, pero algunas pruebas arqueológicas recientes indican que San Nicolás pudo haber sido enterrado originalmente en una iglesia excavada en la roca situada en el punto más alto de la pequeña Isla Gemiler, a sólo veinte millas de su ciudad natal de Patara. El nombre de Nicolás está pintado en una parte del edificio en ruinas. En la antigüedad, la isla se conocía como "Isla de San Nicolás" y hoy se conoce en turco como Gemiler Adasi, que significa "Isla de los Barcos", en referencia al papel tradicional de San Nicolás como patrón de los marinos.
La iglesia se construyó en el siglo IV, en torno a la muerte de Nicolás, y es típica de los santuarios de esa época. Nicolás fue el único santo importante asociado a esa zona de Turquía. La iglesia donde los historiadores creen que fue enterrado originalmente se encuentra en el extremo occidental de la gran procesión.

### Myra

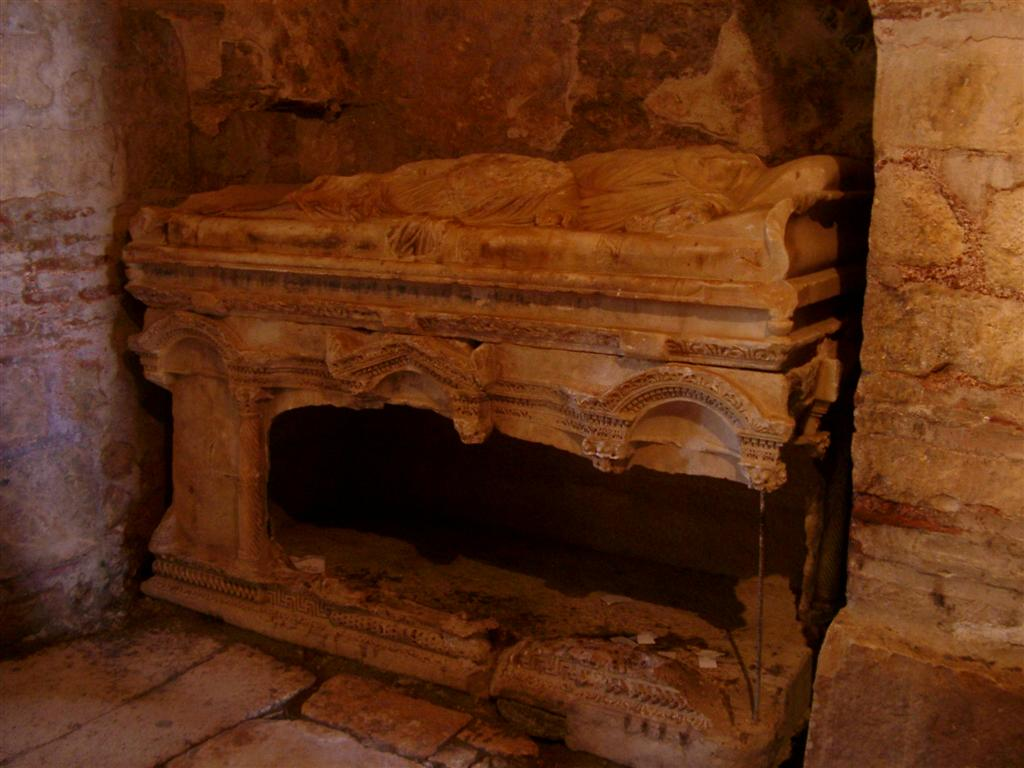
Fotografía del sarcófago profanado de la Iglesia de San Nicolás, en Demre, donde se conservaban los huesos de San Nicolás antes de ser trasladados a Bari en 1087.

A mediados del siglo VII, Gemile era vulnerable a los ataques de las flotas árabes, por lo que los restos de Nicolás parecen haber sido trasladados de la isla a la ciudad de Myra, donde Nicolás había servido como obispo durante la mayor parte de su vida. Myra está situada a unos 40 km (24,9 mi) al este de Gemile y su ubicación más tierra adentro la hacía más segura frente a las fuerzas árabes marítimas.
Se dice que, en Mira, las reliquias de San Nicolás exudaban cada año un líquido acuoso claro que olía a agua de rosas, llamado maná, o mirra, que los fieles creían que poseía poderes milagrosos. Como era ampliamente conocido que todas las reliquias de Nicolás se encontraban en Myra en su sarcófago sellado, durante este período era raro que los falsificadores de reliquias afirmaran poseer las pertenecientes a San Nicolás.
En 2000, el Gobierno ruso donó una solemne estatua de bronce del santo, obra del escultor ruso Gregory Pototsky, que se colocó en un lugar destacado de la plaza frente a la iglesia medieval de San Nicolás. En 2005, el alcalde Süleyman Topçu sustituyó la estatua por un Papá Noel de plástico vestido de rojo, porque quería una imagen más reconocible para los visitantes extranjeros. Las protestas del Gobierno ruso prosperaron, y la estatua de bronce fue devuelta (aunque sin su alto pedestal original) a una esquina más cercana a la iglesia.
El 28 de diciembre de 2009, el Gobierno turco anunció que solicitaría formalmente al Gobierno italiano la devolución a Turquía de los restos óseos de San Nicolás.
Las autoridades turcas afirmaron que el propio Nicolás deseaba ser enterrado en su ciudad episcopal, y que sus restos fueron sacados ilegalmente de su patria. En 2017, se informó de que una prospección arqueológica en la Iglesia de San Nicolás (Demre) había hallado un templo bajo la iglesia moderna, con trabajos de excavación por realizar que permitirán a los investigadores determinar si aún alberga el cuerpo de Nicolás.

### Bari
Tras la Batalla de Manzikert en 1071, el Imperio bizantino perdió temporalmente el control sobre la mayor parte de Asia Menor a manos de los invasores turcos selyúcidas, por lo que los cristianos griegos de Myra se convirtieron en súbditos de los turcos. Al mismo tiempo, la Iglesia católica de Occidente había declarado (en 1054 d. C.) que la Iglesia ortodoxa griega estaba en esquismo. Debido a las numerosas guerras en la región, algunos cristianos temían que el acceso a la tumba se dificultara.
Aprovechando la confusión y la pérdida por parte de la comunidad cristiana griega de Myra de su protección imperial bizantina, en la primavera de 1087, marineros italianos de Bari en Apulia se apoderaron de parte de los restos del santo de su iglesia funeraria de Myra, ante las objeciones de los monjes ortodoxos griegos de la iglesia.

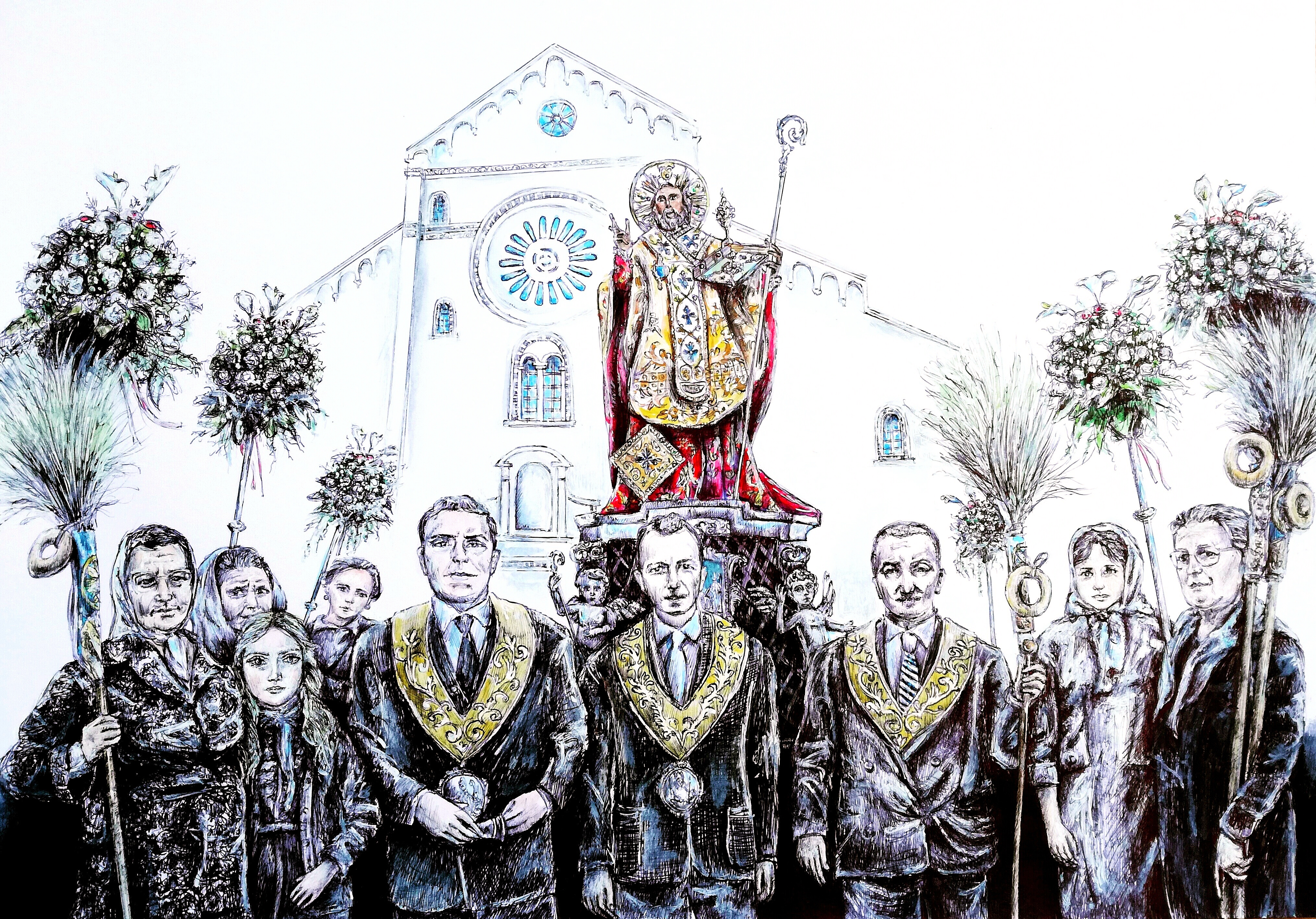
Procesión de San Nicolás, Bari

Adam C. English describe el traslado de las reliquias desde Myra como "esencialmente un robo sagrado" y señala que los ladrones no sólo temían ser atrapados o perseguidos por los lugareños, sino también el poder del propio San Nicolás. De regreso a Bari, llevaron consigo los restos y cuidaron de ellos. Los restos llegaron el 9 de mayo de 1087. Dos años más tarde, el Papa Urbano II inauguró una nueva iglesia, la Basílica de San Nicolás en Bari en su honor. El propio Papa colocó personalmente las reliquias de Nicolás en la tumba bajo el altar de la nueva iglesia. El traslado de las reliquias de San Nicolás desde Myra y su llegada a Bari está documentado de forma fidedigna por múltiples cronistas, entre ellos Orderic Vitalis y el 9 de mayo siguió siendo celebrado cada año por los cristianos occidentales como el día de la "traslación" de Nicolás. Tanto los cristianos ortodoxos orientales como los turcos han considerado durante mucho tiempo que el traslado no autorizado de las reliquias de Myra fue un robo flagrante, pero los habitantes de Bari han sostenido en cambio que se trataba de una misión de rescate para salvar los huesos de los invasores turcos. Una leyenda, plasmada en el techo de la Basílica de San Nicolás, sostiene que Nicolás visitó una vez Bari y predijo que sus huesos descansarían allí algún día.
Antes del traslado de las reliquias de Nicolás a Bari, su culto era conocido en Europa occidental, pero no gozaba de gran popularidad. En otoño de 1096, soldados normandos y francos se reunieron en Bari para preparar la Primera Cruzada. Aunque los cruzados preferían en general a los santos guerreros, que no eran San Nicolás, la presencia de sus reliquias en Bari lo hacía materialmente accesible. La asociación de Nicolás con la ayuda a los viajeros y marinos también hizo de él una elección popular para la veneración. La veneración de Nicolás por los cruzados ayudó a promover su culto por toda Europa occidental.
Después de que las reliquias fueran llevadas a Bari, siguieron produciendo "mirra", para alegría de sus nuevos propietarios. Los frascos de mirra de sus reliquias se han llevado por todo el mundo durante siglos, y aún pueden obtenerse en su iglesia de Bari. Incluso en la actualidad, el clero de la basílica extrae cada año, el 6 de diciembre (festividad del Santo), un frasco de maná de la tumba de San Nicolás. La mirra se recoge de un sarcófago que se encuentra en la bóveda de la basílica y que se puede conseguir en la tienda cercana. El líquido se filtra gradualmente fuera de la tumba, pero no está claro si se origina en el cuerpo dentro de la tumba, o en el propio mármol; ya que la ciudad de Bari es un puerto, y la tumba está por debajo del nivel del mar, se han propuesto varias explicaciones naturales para el líquido de maná, incluyendo la transferencia de agua de mar a la tumba por  acción capilar.[cita requerida]
En 1966, se dedicó una bóveda de la cripta bajo la Basílica de San Nicolás como capilla ortodoxa con un iconostasio en conmemoración de la reciente levantamiento de los anatemas que las Iglesias católica y ortodoxa habían emitido la una contra la otra durante el Gran Cisma de 1054.
En mayo de 2017, tras las conversaciones entre el papa Francisco y el patriarca ortodoxo ruso Kirill, una parte de las reliquias de San Nicolás de Bari fueron enviadas en préstamo a Moscú. La reliquia estuvo expuesta para su veneración en la catedral de Cristo Salvador antes de ser llevada a San Petersburgo a mediados de junio antes de regresar a Bari. Más de un millón de personas hicieron cola en Moscú para echar un vistazo momentáneo al arca dorada que sostiene una de las costillas del santo.

## Devoción

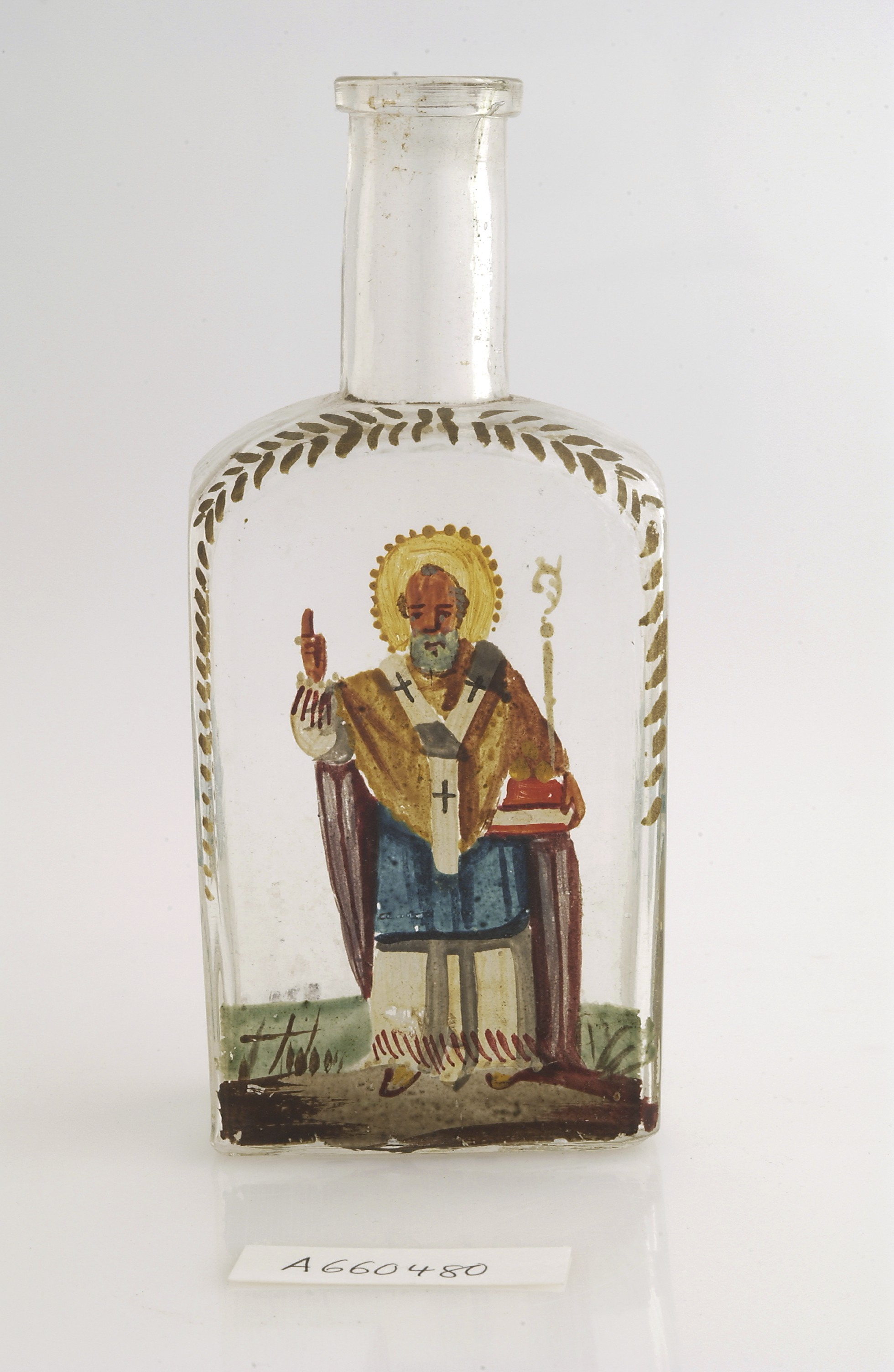
Botellas de vidrio, Objetos de la Colección Wellcome, San Nicolás

En Oriente lo llaman Nicolás de Mira, por la ciudad donde estuvo de obispo, pero en Occidente se le llama Nicolás de Bari, porque cuando los musulmanes conquistaron Anatolia, un grupo de cristianos sacó de allí en secreto las reliquias del santo y se las llevó a la ciudad de Bari, en Italia. En esa ciudad se le adjudicaron tan admirables milagros al rezarle que su culto llegó a ser sumamente popular en toda Europa. Es patrono de Rusia, de Grecia y de Turquía. En Roma ya en el año 550 había construido un templo en su honor.
Su nombre es notable también fuera del mundo cristiano porque su figura ha dado origen al personaje de Santa Claus (del alemán Sankt Niklaus), conocido también como Papá Noel.
San Josemaría Escrivá de Balaguer le nombró santo intercesor del Opus Dei (6 de diciembre de 1934).

## OperetaLlega San Nicolás
El sacerdote salesiano Jerko Gržinčič escribió una opereta navideña titulada Llega San Nicolás, compuesta de tres actos. El juego musical abarca un gran número de niños, en representación de ángeles, demonios, Santos Crispín y Gerardo y otros. El estreno se llevó a cabo por primera vez antes de la Segunda Guerra Mundial en Ljubljana con gran éxito.
El primer acto tiene lugar en el cielo con los ángeles, que se preparan para la gran ceremonia de ir a la Tierra. San Crispín (zapatero) y San Gerardo (sastre) hacen zapatos y ropa para los niños pobres.
El segundo acto se desarrolla en un moderno infierno. Los diablos, con Lucifer a la cabeza, planean cómo van a engañar a los niños y jóvenes de mala manera.
El tercer acto se va a la Tierra. San Nicolás viene ahora a dar la bienvenida a la audiencia, acompañado por los ángeles. El Santo Obispo enseña en su discurso no solo a los niños, sino también a sus padres, amigos y familiares: ser bueno y trabajador, piadoso y generoso. Ahora los niños buenos reciben regalos.
Al final, San Nicolás les desea a todos Feliz Navidad, con el deseo de vivir en paz y armonía.

## Leyenda de Papá Noel
Nicolás de Bari se convirtió en la base de la figura de Papá Noel, Santa Claus o San Nicolás, personaje legendario que según la cultura occidental trae regalos a los niños por Navidad (la noche del 24 al 25 de diciembre).